# Multishow ao Vivo: Jota Quest - Folia & Caos
Multishow ao Vivo: Jota Quest - Folia & Caos é o segundo álbum ao vivo e o terceiro DVD da banda mineira Jota Quest, lançado em 5 de maio de 2012. O título do álbum é extraído de um verso do mega sucesso "Na Moral". O álbum é o registro ao vivo da turnê comemorativa dos 15 anos de sucesso da banda que foi realizada ao longo de 2011. Quatro inéditas, entre elas, o novo single "Mais Perto de Mim" e "Beijos no Escuro", foram adicionadas ao repertório do álbum.
Foi gravado no dia 2 de dezembro de 2011 no Credicard Hall, São Paulo e exibido no dia 29 de abril de do ano seguinte no canal Multishow. Além da apresentação, também fazem parte do DVD, depoimentos, participações especiais e bastidores de shows anteriores da turnê, cujo primeiro show rolou em abril de 2011. O CD/DVD conta com as participações de Maria Gadú, Seu Jorge, Erasmo Carlos, Pitty, Ney Matogrosso, Marcelo Falcão, Nando Reis, Marcelo Bonfá e Dado Villa-Lobos.

## Participações e músicas
Com um setlist de 27 músicas, os mineiros tocaram todos os hits da carreira e apresentaram quatro músicas novas: a balada e o single do álbum "Mais Perto De Mim", a dançante "Beijos No Escuro" e "Tudo Está Parado". Maria Gadú participa de "Mais Uma Vez", enquanto Dado Villa-Lobos e Marcelo Bonfá colaboram na regravação de "Tempo Perdido", sucesso do Legião Urbana. O show também conta com Seu Jorge cantando "Ive Brussel" de Jorge Ben Jor, Pitty cantando o seu sucesso "Me Adora", Erasmo Carlos no clássico "Vem Quente Que Eu estou Fervendo", Ney Matogrosso no clássico de Cazuza "Pro Dia Nascer Feliz", Marcelo Falcão, do grupo O Rappa, cantando o sucesso da banda "Me Deixa" e Nando Reis cantando a música de sua autoria "Do Seu Lado".

## Singles
"Mais Perto de Mim" foi escolhida como single do álbum e foi lançada nas rádios no dia 29 de março de 2012. De acordo com a gravadora Sony Music, "Tudo Está Parado" será lançada como o segundo single do álbum no dia 10 de julho de 2012.

## Faixas
| CD             |                                                          |                                                                               |         |  |
| N.º            | Título                                                   | Compositor(es)                                                                | Duração |  |
| 1.             | "Intro Jota Quinze"                                      |                                                                               | 0:56    |  |
| 2.             | "É Preciso (A Próxima Parada)"                           | Rogério Flausino, Paulinho Fonseca                                            | 4:13    |  |
| 3.             | "Beijos no Escuro"                                       | Flausino, Giovani Mesquita                                                    | 3:40    |  |
| 4.             | "Mais uma Vez" (part. Maria Gadú)                        | Flausino, PJ, Fernanda Mello                                                  | 4:07    |  |
| 5.             | "Tudo Está Parado"                                       | Humberto Gessinger                                                            | 4:24    |  |
| 6.             | "Ive Brussel" (part. Seu Jorge)                          | Jorge Ben Jor                                                                 | 5:08    |  |
| 7.             | "Quantas Vidas Você Tem"                                 | Paulinho Moska                                                                | 3:07    |  |
| 8.             | "Vem Quente que Eu Estou Fervendo" (part. Erasmo Carlos) | Carlos Imperial, Eduardo Araújo                                               | 2:56    |  |
| 9.             | "Qualquer Dia Desses (One of These Days)"                | Marco Túlio Lara , PJ, Flausino, Dudu Marote, Wilson Sideral                  | 4:10    |  |
| 10.            | "Pro Dia Nascer Feliz" (part. Ney Matogrosso)            | Cazuza, Roberto Frejat                                                        | 4:31    |  |
| 11.            | "Me Adora" (part. Pitty)                                 | Priscilla Leone                                                               | 4:19    |  |
| 12.            | "Tudo Me Faz Lembrar Você (Sea, Sex and Sun)"            | Flausino, Túlio Lara, PJ, Fonseca, Márcio Buzelin                             | 3:48    |  |
| 13.            | "Me Deixa" (part. Marcelo Falcão)                        | Marcelo Falcão, Marcelo Yuka, Alexandre Menezes, Lauro Farias, Marcelo Lobato | 7:20    |  |
| 14.            | "Tempo Perdido" (part. Marcelo Bonfá e Dado Villa-Lobos) | Renato Russo                                                                  | 4:55    |  |
| 15.            | "Mais Perto de Mim"                                      | Jota Quest; Giovani Mesquita; Fernando Eugênio                                | 4:11    |  |
| 16.            | "Do Seu Lado" (part. Nando Reis)                         | Nando Reis                                                                    | 6:23    |  |
| 17.            | "Tudo Está Parado" (Estúdio) (Faixa bônus)               | Gessinger                                                                     | 4:20    |  |
| 18.            | "Quantas Vidas Você Tem" (Estúdio) (Faixa bônus)         | Moska                                                                         | 2:56    |  |
| Duração total: | Duração total:                                           | Duração total:                                                                | 75:50   |  |

## EP
A banda disponibilizou no iTunes a partir do dia 3 de abril, um EP contendo 5 músicas. Além de duas versões do single "Mais Perto de Mim" - em estúdio e ao vivo -, o EP conta com outras três faixas: "Mais Uma Vez" (com participação de Maria Gadú), "Tempo Perdido" (com Dado Villa Lobos e Marcelo Bonfá) e a inédita "Tudo Está Parado". Ao contrário do esperado, as músicas "Mais Uma Vez" e "Tempo Perdido" estão entre as 200 músicas com o maior número de downloads no iTunes, enquanto o single "Mais Perto de Mim" não está entre as 200 mais.

### Faixas
| EP  |                                                          |                                                |         |  |
| N.º | Título                                                   | Compositor(es)                                 | Duração |  |
| 1.  | "Mais Perto de Mim" (Estúdio)                            | Jota Quest; Giovani Mesquita; Fernando Eugênio | 4:13    |  |
| 2.  | "Mais Perto de Mim" (Ao Vivo)                            | Jota Quest; Giovani Mesquita; Fernando Eugênio | 4:19    |  |
| 3.  | "Tudo Está Parado" (Estúdio)                             | Humberto Gessinger                             | 4:23    |  |
| 4.  | "Mais Uma Vez" (part. Maria Gadú)                        |                                                | 3:59    |  |
| 5.  | "Tempo Perdido" (part. Marcelo Bonfá e Dado Villa-Lobos) |                                                | 4:55    |  |
| 6.  | "Mais Perto de Mim" (Ao Vivo) (Vídeo)                    | Jota Quest; Giovani Mesquita; Fernando Eugênio | 4:13    |  |